# Mozetta

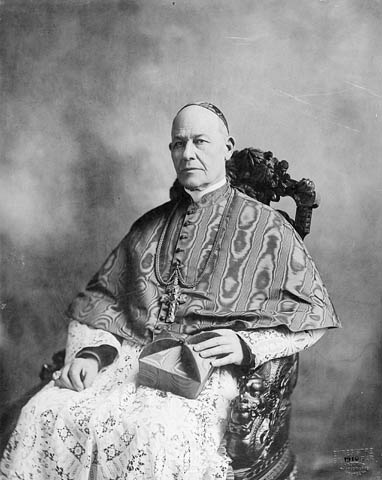
Kardinalen, zoals Mgr Vannutelli droegen vroeger een mozetta en cappa magna uitgevoerd in rode Moiré-zijde

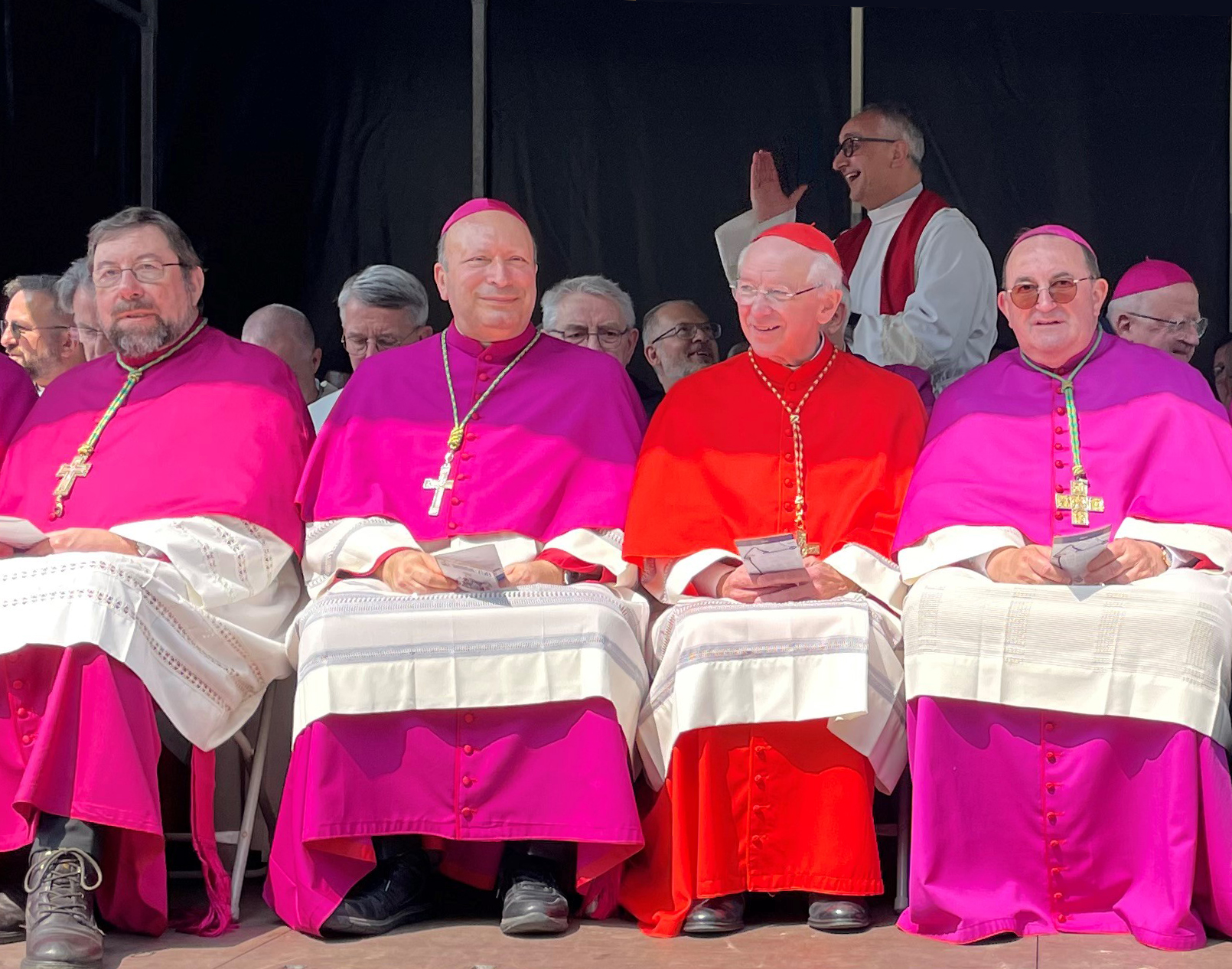
Mgr. Jean-Pierre Delville, nuntius Franco Coppola, Kardinaal Jozef De Kesel en Mgr. Guy Harpigny in koorkledij.

Een mozetta is een ceremonieel schouderstuk gedragen door katholieke prelaten bij verschillende riten (onder andere processies), maar niet door de celebranten tijdens de Mis of het Lof.

## Soorten
Naargelang de waardigheid van de prelaat heeft de mozetta een andere kleur: wit of rood voor de paus, rood voor kardinalen, paars voor bisschoppen en zwart voor de overige prelaten; priesters dragen geen mozetta. Vroeger droegen kanunniken een speciale vierkante mozetta, zie de afbeelding van een kanunnik.
Aan de voorzijde kan de mozetta dichtgeknoopt worden en op de rug is ze voorzien van een miniatuurcapuce. De mozetta is waarschijnlijk op het einde van de middeleeuwen uit de almutia ontstaan.
De uitvoering hangt af van de historische context en de functie. Vaak wordt ze in katoen uitgevoerd, maar soms wordt ook zijde en moirésatijn, fluweel of bont gebruikt.
Tijdens de pontificale hoogmis droeg de paus een gestreept kledingstuk over zijn kazuifel dat gelijkt op de mozetta, de zogenaamde fanon.
Koningen en keizers dragen ook een soort mozetta als onderdeel van de kroningsgewaden.

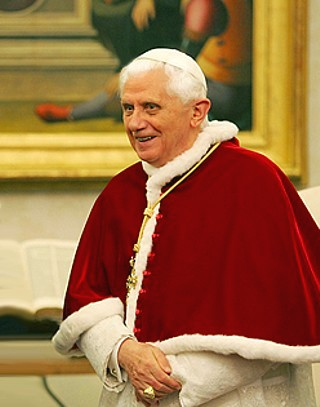
Paus Benedictus XVI
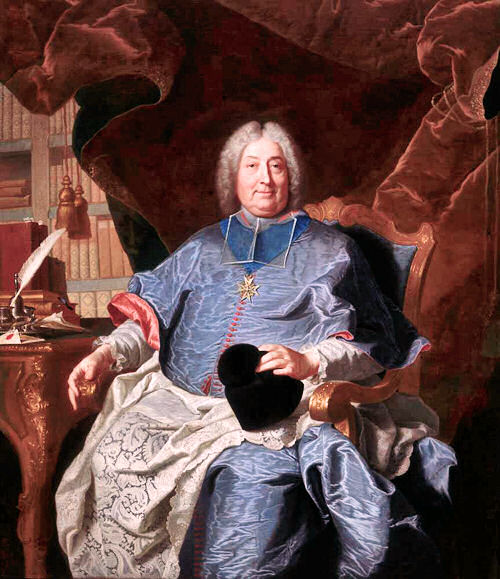
Charles Gaspard Guillaume de Vintimille du Luc met blauwe satijnen mozetta
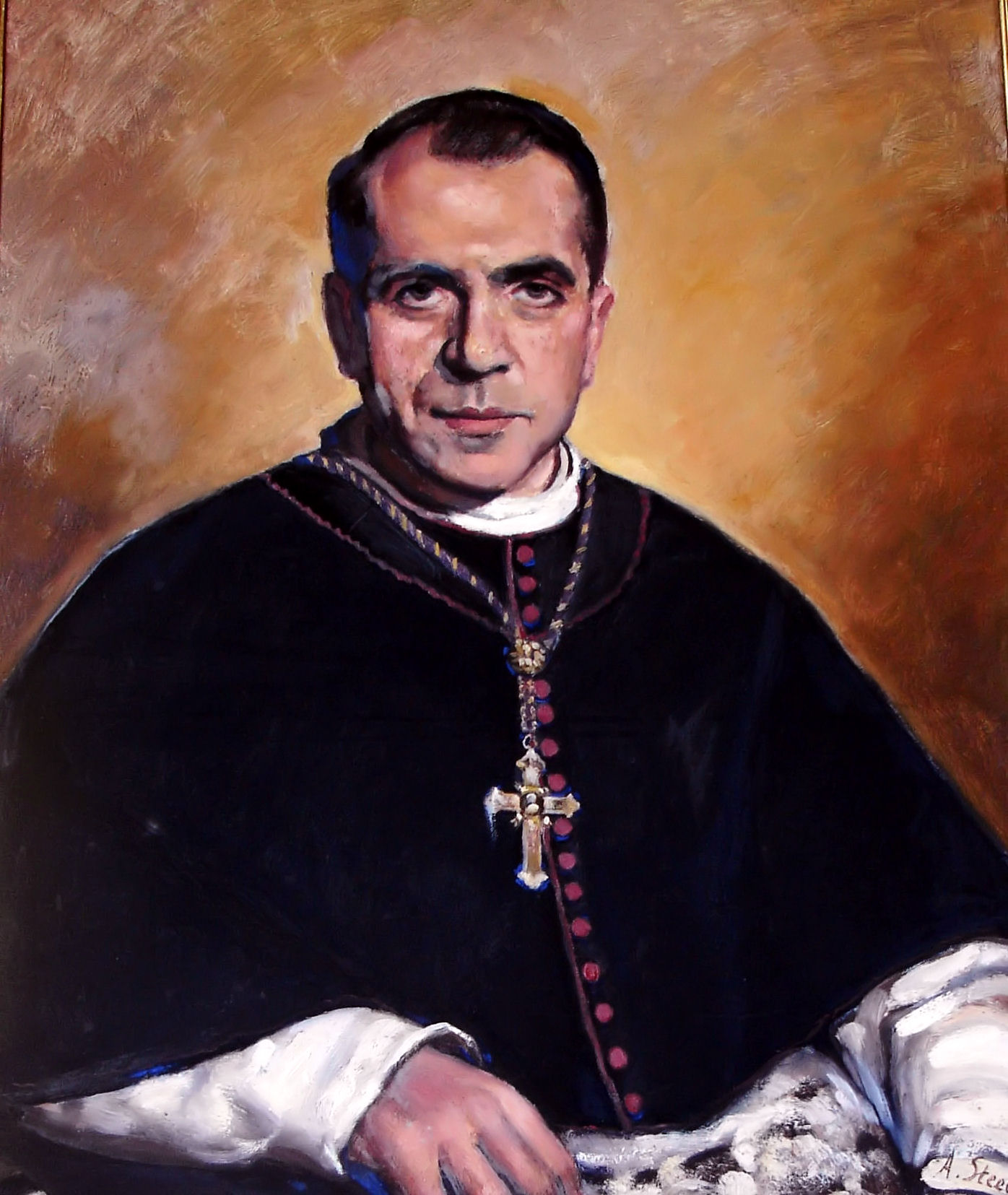
Kanunnik en Deken Kamiel Vinck, Superior, Vlaanderen
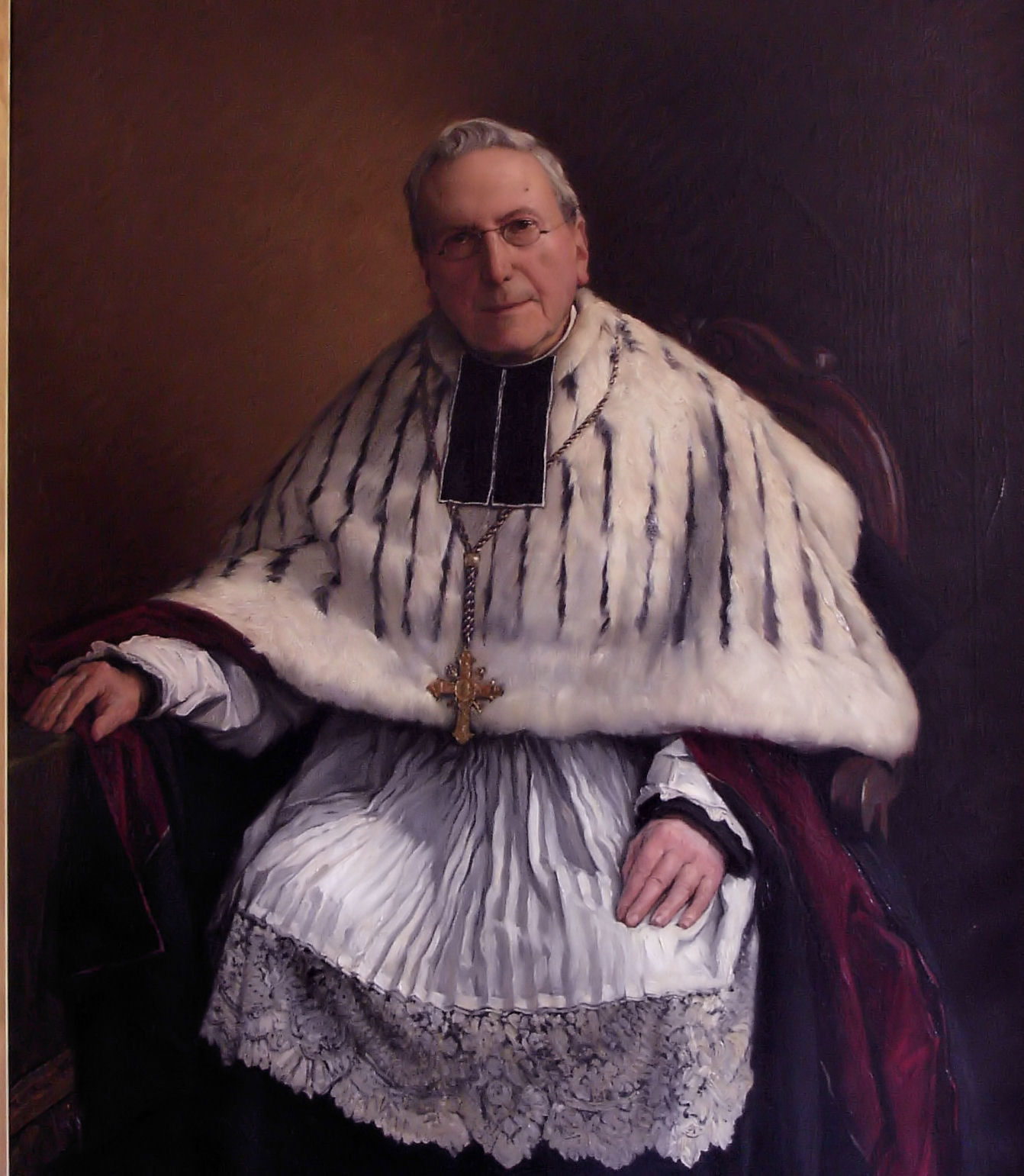
Kanunnik Pierre-Louis Stillemans
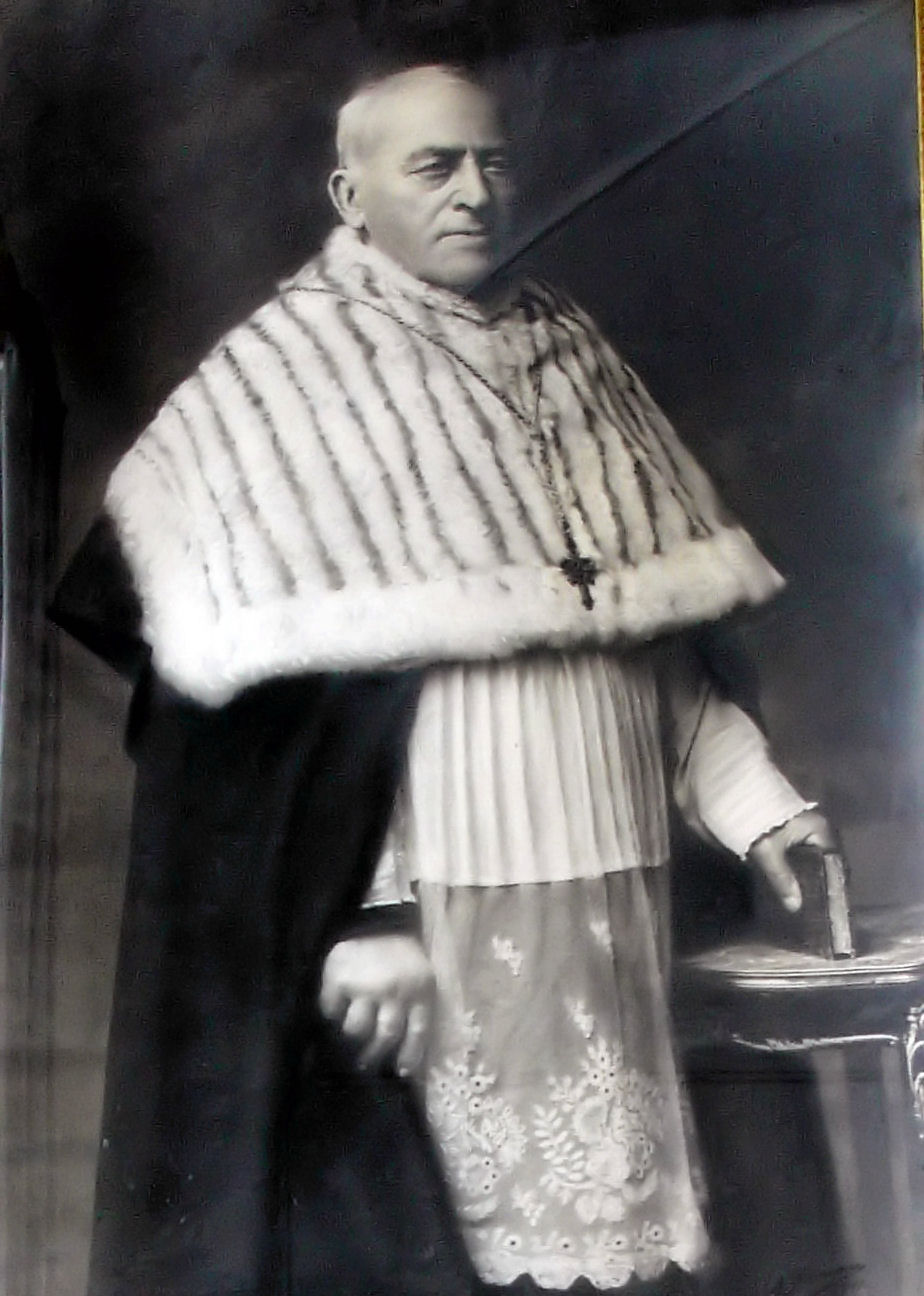
Kanunnik, Sint-Jozef-Klein-Seminarie Sint-Niklaas